# Eckhard Heybrock
Eckhard Heybrock (* 1957) ist ein deutscher Physiker und Wissenschaftspopularisator.
Eckhard Heybrock wurde 1996 an der Universität Bielefeld promoviert (Aufbau eines Ti:Saphir Femtosekunden-Lasersystems und Multiphotonen-Ionisation mit gechirpten Pulsen).
Er arbeitete am VDI Technologiezentrum in Düsseldorf im Auftrag des Bundesministeriums für Bildung und Forschung (BMBF) als Projektleiter von FaszinationLicht, das zur Aus- und Weiterbildung, aber auch bei Kindern und Jugendlichen für die Anregung zur Beschäftigung mit Optik und optischer Technik dient. Die Initiative besteht seit 2003 und umfasst Zusammenarbeit mit Schulen (Mitmach-Experimente) und eine Wanderausstellung.
Dabei entstanden auch Broschüren für Jugendliche und Kinder, teilweise mit Hans-Joachim Schlichting und Ralf Krause.
2009 erhielt er die Medaille für naturwissenschaftliche Publizistik der Deutschen Physikalischen Gesellschaft (DPG).

## Schriften
- Lasergestützte Verfahren für das Hochdurchsatz-Screening : Technologieanalyse , Forschungsbericht, VDI Technologiezentrum Düsseldorf 2000.
- mit Karin Reichel, Jochen Dreßen: Innovationsunterstützende Maßnahmen für die optischen Technologien : Abschlussbericht, VDI Technologiezentrum Düsseldorf 2008.
- Faszination Licht : eine Reise in die Welt des Lichts, VDI Technologiezentrum 2003.